# Bitlis (principauté kurde)

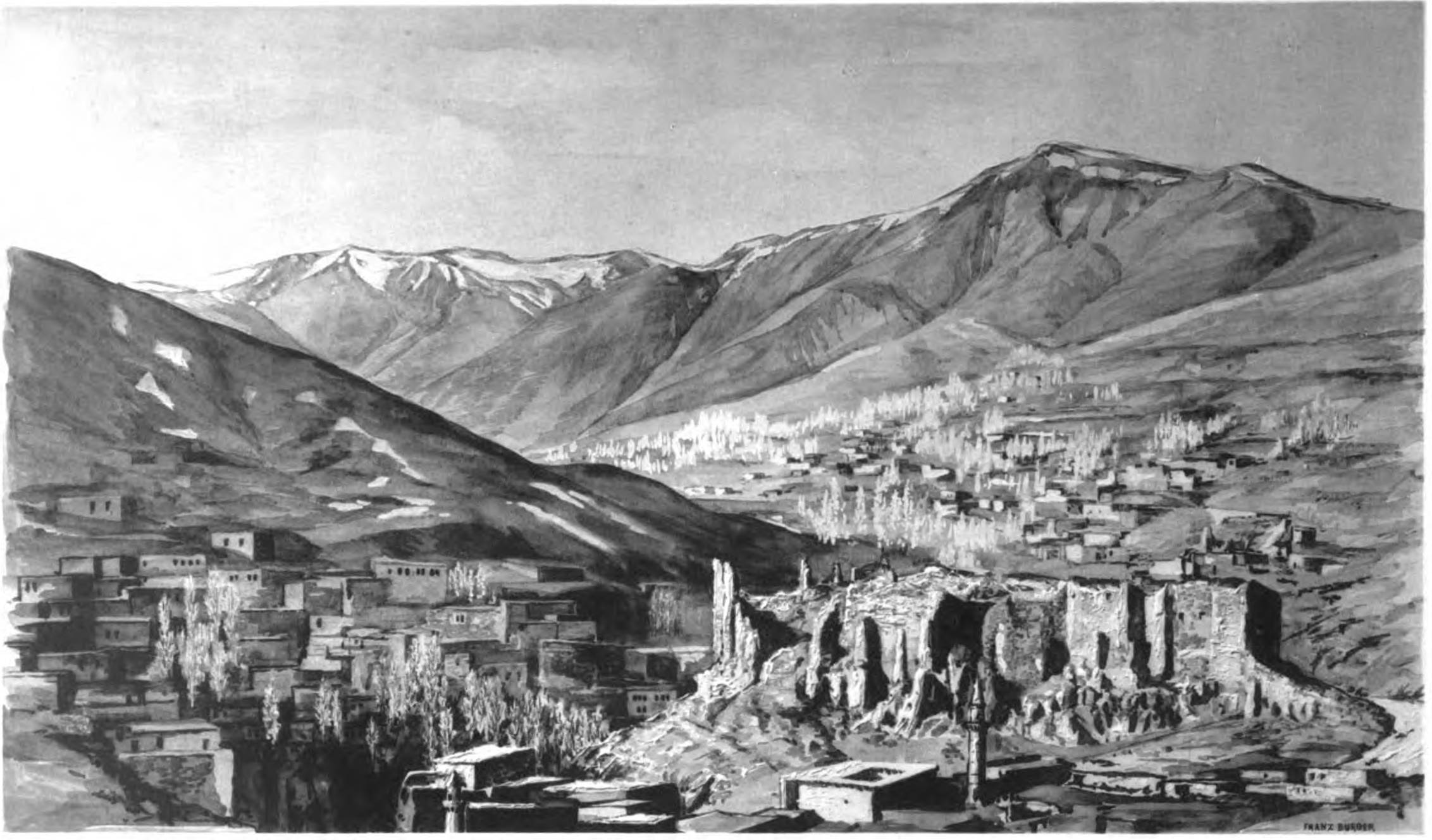
La ville de Bitlis. Du Caucase au Golfe Persique, 1892

La principauté de Bitlis est un émirat kurde qui a existé de  1182 à 1847. Sa capitale était Bitlis (en kurde Bidlîs ou Bêdlîs ; en arménien Բիթլիս ou Բաղեշ, Baghesh, ou Բաղաղեշ, Baghaghesh), dans le sud-est de l'actuelle Turquie.

## Histoire

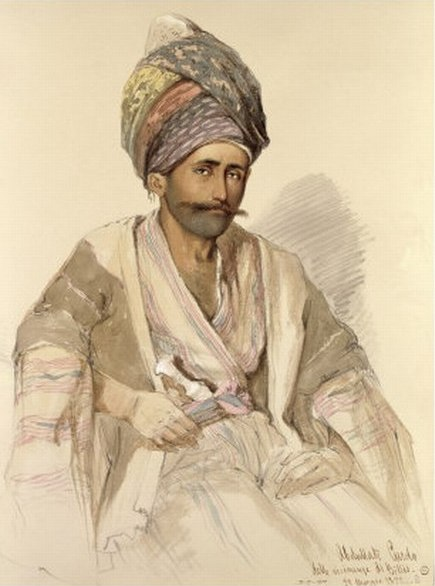
Abdullah Preziosi, Kurde de Bitlis, tableau de 1852

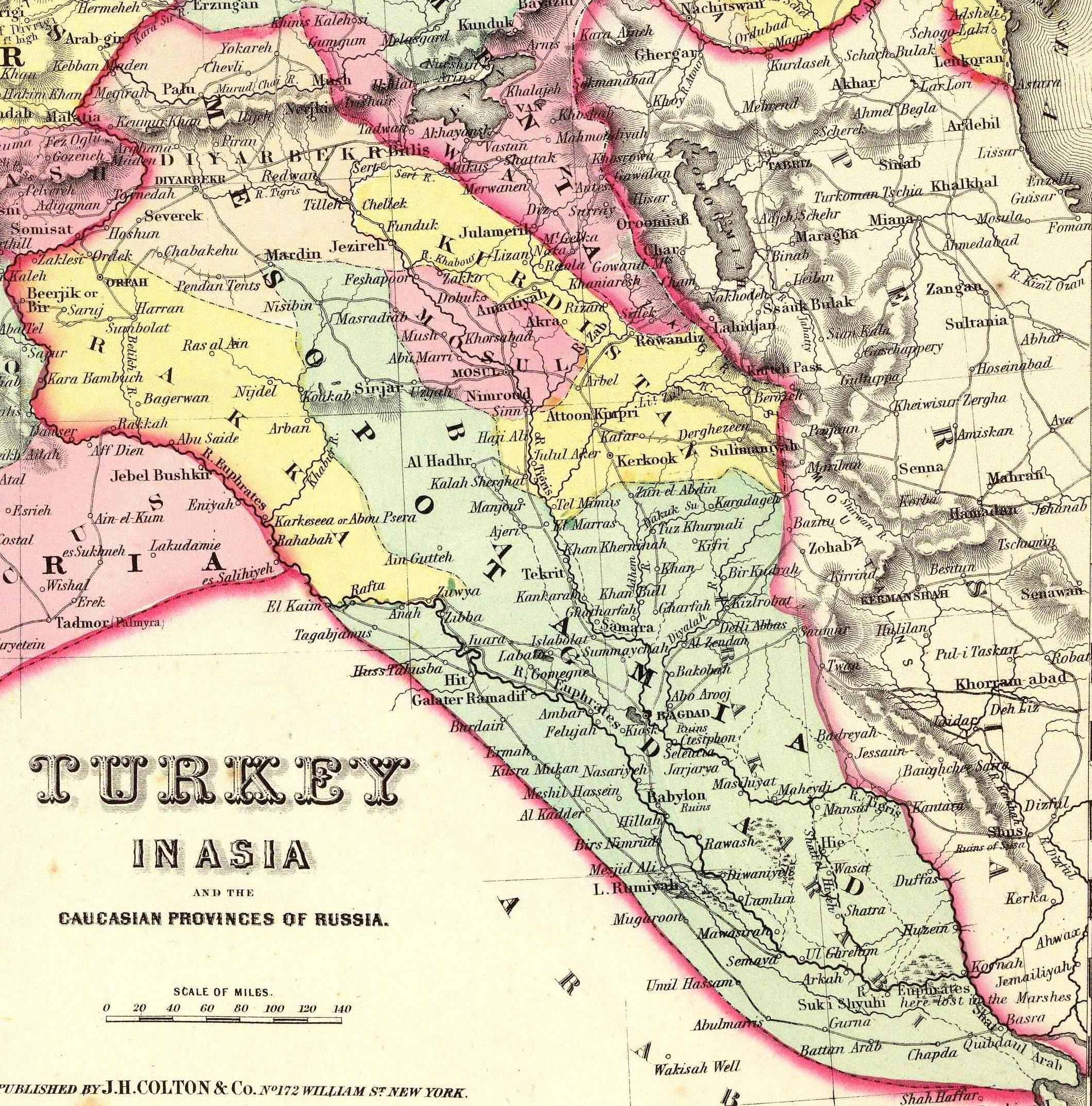
Bitlis dans l'eyalet de Van (en rose, en haut). Colton, 1856

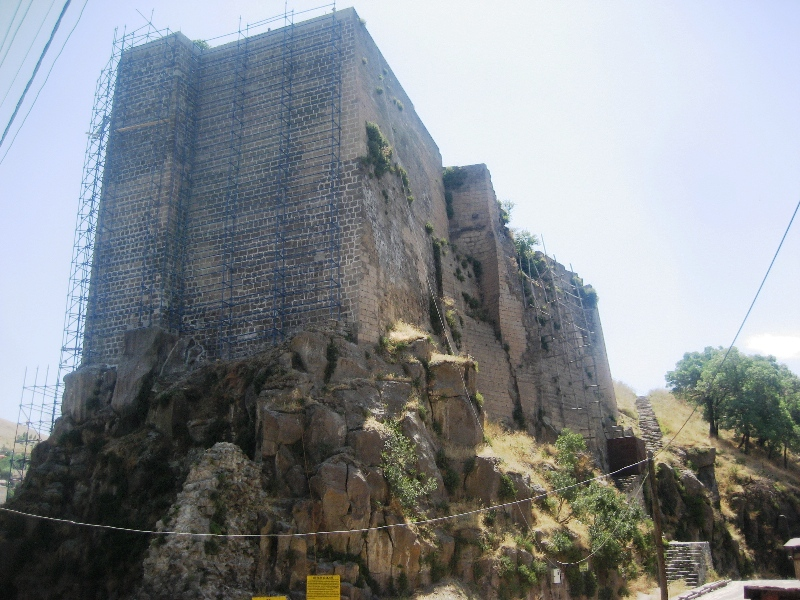
Château de Bitlis en 2010

Suivant une légende populaire, la ville de Bitlis aurait été fondée par l'un des généraux d'Alexandre le Grand, nommé Lis ou Batlis, qui aurait été chargé de bâtir une citadelle imprenable. Toutefois, cette hypothèse ne repose sur aucun fondement historique.
En revanche, il est attesté que la ville de Bitlis est prise d'assaut par les armées byzantines vers 970, lors de leur campagne d'annexion des principautés arméniennes et arabes situées autour du lac de Van. La cité est ensuite disputée entre les Hamdanides et les Marwanides, vassaux de Byzance. À la fin du XIe siècle, après l'affaiblissement de l'empire byzantin à la suite de la bataille de Manzikert en 1071, la ville tombe aux mains de Togan Arslan, un sujet de la dynastie des Shah Arman installée à Akhlat.
Bitlis devient une principauté kurde vers 1182, créée par la confédération de tribus kurdes des Rojaki (ou Rozagi, Rozikhi). Celles-ci avaient auparavant vaincu le roi géorgien David Coropalate et conquis la ville de Bitlis et la région du Sassoun. La principauté devient plus tard vassale de la dynastie turkmène des Aq Qoyunlu (1467–1495), puis de la monarchie persane des Séfévides (1507–1514).
En 1514, après la bataille de Tchaldiran où les Ottomans battent la Perse séfévide, Sharaf Beg de Bitlis est un des premiers à se rallier aux Ottomans, contre son frère, Khalid Beg, qui gouvernait Bitlis comme vassal des Perses ; Khalid Beg tombe aux mains de Sélim qui le fait exécuter à Merenda et Sharaf Beg se déclare vassal de l'Empire ottoman. Les fils de Khalid Beg tentent trois fois de reprendre Bitlis avec l'aide des Perses, sans succès. La soumission de Sharaf Beg est suivie par celle des autres chefs kurdes grâce à la diplomatie d'Idris-i Bidlisi (Idriss de Bitlis), cousin de la famille princière et conseiller kurde du sultan Sélim Ier. Idriss convainc Sharaf Beg et ses autres alliés kurdes de soutenir les Ottomans lors du siège de Diyarbakır par les Perses. En 1531, le prince Sharafkhan tente de s'allier aux Séfévides mais il est assassiné en 1532. Le chroniqueur Sharafkhan Bidlisi (en) (1543-1603) est le fils du prince Shamsuddin et le petit-fils de Sharafkhan ; exilé par le chah séfévide Ismaïl II, il se réfugie dans le Nakhitchevan puis auprès du sultan ottoman Mourad III qui le nomme prince de Bitlis en 1583. Il est l'auteur du Sherefname, considéré comme la principale source sur l'histoire kurde médiévale.
Grâce à la longue rivalité entre Ottomans et Séfévides, marquée par une série de guerres ottomano-persanes, les princes de Rojaki peuvent maintenir une relative indépendance. Abdal Khan devient prince de Bitlis au milieu du XVIIe siècle. Le voyageur français Jean-Baptiste Tavernier présente Abdal Khan comme un prince indépendant, ne reconnaissant ni l'autorité du sultan ottoman ni celle du chah séfévide, tandis que le voyageur ottoman Evliya Çelebi le décrit comme un amateur des « mille arts » (Hazārfann). En 1655, il dirige la révolte de Rozhiki contre le pouvoir ottoman.
Au XIXe siècle, après la révolte de Bedirxan Beg, les principautés kurdes sont soumises par le pouvoir ottoman. En 1849, les Ottomans mettent le dernier prince de Bitlis, Sheref Beg, aux arrêts, le déportent à Constantinople et le remplacent par un gouverneur, le pasha de l'eyalet de Van en 1847, puis à celui du vilayet d'Erzurum, avant de devenir, en 1875, le chef-lieu du nouveau vilayet de Bitlis.
Jusqu'à la fin du XIXe siècle, la principauté de Bitlis est une région dans laquelle les Arméniens, formant alors une importante communauté, cohabitent en harmonie avec les Kurdes, Turkménes et Jacobites chrétiens.

## Sources et bibliographie
- (de) Cet article est partiellement ou en totalité issu de l’article de Wikipédia en allemand intitulé « Bitlis (Fürstentum) » (voir la liste des auteurs) dans sa version du 7 novembre 2016.
- J. de Hammer, Histoire de l'Empire Ottoman depuis son origine jusqu’à nos jours, livre XXIII, t. 1, Paris, 1840